# جهاز حيوي
الجهاز الحيوي، شبكة معقدة تصل العديد من الكيانات المرتبطة ببعضها حيويًا. يمتد التنظيم البيولوجي على عدة مقاييس ويتحدد ببنى مختلفة اعتمادًا على ماهية الجهاز. تشمل الأمثلة على الأجهزة الحيوية على مستوىً كلي عدد الأفراد والكائنات الحية. على مقياس الأعضاء والأنسجة في الثدييات والحيوانات الأخرى، تشمل الأمثلة جهاز الدوران والجهاز التنفسي والجهاز العصبي. على المقياس الجزئي إلى النانوسكوبي، تشمل الأمثلة على الأجهزة الحيوية الخلايا والعضيات والمجمعات الجزيئية والسبل المنظمة. يجب عدم الخلط بين الجهاز الحيوي والنظام الحي، مثل الكائن الحي.

## أنظمة الأعضاء والأنسجة
دُرست هذه الأجهزة المحددة على نطاق واسع في علم التشريح البشري وهي موجودة أيضًا لدى العديد من الحيوانات الأخرى.
- الجهاز التنفسي: يضم الأعضاء التي تستعمل في التنفس، وهي البلعوم والحنجرة والشعب الهوائية والرئتين والحجاب الحاجز.
- الجهاز الهضمي: مسؤول عن هضم وتفكيك الطعام بواسطة الغدد اللعابية والمريء والمعدة والكبد والمرارة والبنكرياس والأمعاء والمستقيم والشرج.
- الجهاز القلبي الوعائي (القلب وجهاز الدوران): مسؤول عن ضخ الدم ونقله من وإلى الجسم والرئتين بواسطة القلب والأوعية الدموية.
- الجهاز البولي: يتكون من الكليتين والحالبين والمثانة والإحليل، مسؤول عن توازن السوائل والشوارد وإفراز البول.
- الجهاز اللحافي: يضم الجلد والشعر والدهن والأظافر.
- الجهاز الهيكلي: يؤمن الدعم الهيكلي والحماية بواسطة العظام والغضاريف والأربطة والأوتار.
- جهاز الغدد الصماء: مسؤول عن التواصل داخل الجسم باستخدام الهرمونات التي تصنعها الغدد الصماء مثل الوطاء والغدة النخامية والجسم الصنوبري أو الغدة الصنوبرية والغدة الدرقية والغدد جارات الدرقية والكظريات، أي الغدد الكظرية.
- الجهاز اللمفاوي: يضم البنى التي تشارك في نقل اللمف بين الأنسجة ومجرى الدم؛ يشمل العقد الليمفاوية والأوعية الليمفاوية. يؤدي الجهاز الليمفاوي وظائف منها الاستجابات المناعية وتطوير الأجسام المضادة.
- جهاز المناعة: يحمي الكائن الحي من الأجسام الأجنبية.
- الجهاز العصبي: مسؤول عن جمع المعلومات ونقلها ومعالجتها بواسطة الدماغ والحبل الشوكي والجهاز العصبي المحيطي وأعضاء الإحساس.
- الأجهزة الحسية: يضم جهاز الرؤية والجهاز السمعي وجهاز الشم وجهاز التذوق والجهاز الحسي الجسدي والجهاز الدهليزي.
- الجهاز العضلي: يسمح بالتلاعب بالبيئة ويؤمن الحركة ويحافظ على وضعية الجسم وينتج الحرارة. يشمل العضلات الهيكلية والعضلات الملساء وعضلة القلب.
- الجهاز التناسلي: يضم الأعضاء الجنسية، مثل المبيضين وقناتي الرحم والرحم والمهبل والغدد الثديية والخصيتين والأسهرين والحويصلين المنويين والبروستاتا.

## تاريخ
يعتمد مفهوم الجهاز على مفهوم الوظيفة الحيوية أو العضوية، إذ إن الجهاز عبارة عن مجموعة من الأعضاء ذات وظيفة محددة. تواجدت هذه الفكرة مسبقًا في العصور الكلاسيكية القديمة (جالينوس وأرسطو)، ولكن يعتبر تطبيق مصطلح «جهاز» أكثر حداثة. على سبيل المثال، سمي الجهاز العصبي من قبل مونرو (1783)، ولكن عرض روفس الأفسسي (نحو 90-120) بوضوح ولأول مرة الدماغ والحبل الشوكي والأعصاب القحفية كوحدة تشريحية، على الرغم من أنه كتب القليل حول وظيفتها، ولم يطلق أي اسم على هذه الوحدة.
بقي تعداد الوظائف الرئيسية، وتتالي الأجهزة، مماثلًا تقريبًا لما كان عليه منذ العصور الكلاسيكية القديمة، لكن تنوع تصنيفها للغاية آنذاك، على سبيل المثال، المقارنة بين أرسطو وبيشا وكوفييه.
سمح مفهوم التقسيم الفيزيولوجي للعمل، الذي قدمه عالم الفيزيولوجيا الفرنسي هنري ميلن إدوارد في عشرينيات القرن التاسع عشر، «بمقارنة الكائنات الحية ودراستها كما لو كانت آلات من صنع الإنسان». كتب ميلن إدواردز، مستلهمًا من أعمال آدم سميث، أن «جسم جميع الكائنات الحية، سواء أكانت حيوانية أم نباتية، يشبه المصنع ... حيث تعمل الأعضاء، حالها حال العمال، باستمرار لأداء الظواهر التي تشكل الحياة للفرد». في الكائنات الحية الأكثر تمايزًا، يمكن تقسيم العمل الوظيفي على أدوات أو أنظمة مختلفة (أطلق عليها اسم أجهزة).